# Wenanty Katarzyniec
Wenanty Katarzyniec, właśc. Józef Katarzyniec (ur. 7 października 1889 w Obydowie, zm. 31 marca 1921 w Kalwarii Pacławskiej) – polski duchowny, prezbiter, franciszkanin konwentualny, mistrz nowicjatu klasztoru franciszkanów we Lwowie oraz Czcigodny Sługa Boży Kościoła katolickiego.

## Życiorys
Urodził się jako syn pobożnej, ubogiej rodziny Jana i Agnieszki z domu Kozdrowickiej, którzy posiadali skrawek ziemi oraz małą chatę krytą strzechą. Od dzieciństwa odznaczał się pobożnością, praktykując m.in. modlitwę różańcową, którą zaszczepiła mu szczególnie matka. Duży wpływ na późniejsze jego życie miały chwile spędzone na modlitwie, przy znajdującej się niedaleko jego domu drewnianej kapliczce poświęconej św. Franciszkowi z Asyżu. Już przed pierwszą komunią świętą wyznał rodzicom, że pragnie zostać księdzem. Idąc do szkoły oraz podczas wakacji, starał się codziennie uczestniczyć we mszy świętej.
Po ukończeniu szkoły podstawowej (jednoklasowej w Obydowie i sześcioklasowej w Kamionce Strumiłowej), uczył się w szkole wydziałowej w Radziechowie. Następnie podjął naukę w 1904, w Seminarium Nauczycielskim we Lwowie, będąc zdolnym, pracowitym, obowiązkowym i posłusznym wobec nauczycieli i wychowawców. W trakcie trwania nauki podjął decyzję wstąpienia do zakonu franciszkanów, po ukończeniu której w 1908 zgłosił się do o. prowincjała, który tak go scharakteryzował:

Skromność jego była uderzająca, pokora pociągająca, robił wrażenie młodzieńca niewinnego. Przyjąłem go z radością do naszego Zakonu.

Wstępując do franciszkanów rozpoczął nowicjat we Lwowie pod okiem mistrza o. Dionizego Sowiaka. Ojciec Maksymilian Maria Kolbe, późniejszy święty, który po raz pierwszy spotkał go w 1908, a następnie razem z nim studiował w Krakowie, a bliżej poznał go w 1912 podczas wakacji w Kalwarii Pacławskiej, tak go scharakteryzował:

Nie zapomnę nigdy skromności jaka tchnęła z jego postaci. W świeckim ubraniu, w wieku około 20 lat, trochę nieśmiały, w ruchach poważny, ale bez wymuszenia, w mowie raczej skąpy, ale roztropnie; spokój, uprzyjemniający obcowanie z nim, wskazywał, że jest on panem całkowitym siebie.

Z rąk prowincjała o. Peregryna Haczeli otrzymał 25 sierpnia 1908  habit, obierając imię zakonne Wenanty, a następnie złożył 26 września 1909 śluby zakonne. Istotą życia w nowicjacie była modlitwa, która była praktykowana w różnorodnych formach: liturgicznej (m.in. msza św. czy liturgia godzin) oraz wspólnotowej (m.in. adoracja Najświętszego Sakramentu, procesja czy czytanie duchowe). Po zakończeniu nowicjatu wstąpił do Wyższego Seminarium Duchownego Franciszkanów w Krakowie na studia filozoficzno-teologiczne. Przyczynił się do powstania w seminarium koła naukowego o nazwie "Seraficka żarliwość" (łac. Zelus Seraphicus), którego przez długi czas był sekretarzem i prezesem. Zadaniem koła było m.in. gruntowne studium i dyskusje na różne tematy, które poszerzały wiedzę alumnów potrzebną w późniejszym duszpasterzowaniu. 2 czerwca 1914 otrzymał święcenia kapłańskie z rąk bp. Anatola Nowaka przed ołtarzem Matki Bożej Smętnej Dobrodziejki w kościele św. Franciszka w Krakowie.
Następnie został wysłany na swoją pierwszą placówkę do parafii w Czyszkach, niedaleko Lwowa, będąc jednocześnie spowiednikiem, kierownikiem duchowym oraz kaznodzieją. Odznaczał się pobożnością Eucharystyczną, która wyrażała się w długich chwilach spędzanych na adoracji Najświętszego Sakramentu, odmawianiem brewiarza przed tabernakulum czy odprawianiem modlitwy drogi krzyżowej.
Wkrótce został powołany 29 sierpnia 1915 przez prowincjała o. Mariana Sobolewskiego na mistrza nowicjatu franciszkańskiego we Lwowie , będąc jednocześnie wykładowcą filozofii, łaciny i greki. Brat św. Maksymiliana Kolbego, o. Alfons Kolbe tak go wtedy scharakteryzował:

Tak serdecznie i po bratersku do nas przemówił, że każdy chyba ze słuchających przylgnął do niego zupełnie (...) tejże chwili. Więc postanowiliśmy odpowiedzieć temu niezasłużonemu zaufaniu.

Będąc wychowawcą nowicjuszy surowo przestrzegał zakonnego ubóstwa, pragnął go wprowadzać wśród braci, aby był zachętą i przykładem do naśladowania. Ponadto zadowalał się niewielką ilością pokarmu, aby jak najwięcej zostawić dla ubogich, którzy gromadzili się przy klasztornej furcie.
Nadmiar pracy mocno nadszarpnął jego zdrowie. W sierpniu 1917 bardzo ciężko zachorował na hiszpankę i od tego czasu stan jego zdrowia wciąż się pogarszał. W 1918 ponownie ciężko zachorował, a przybyły lekarz stwierdził u niego gruźlicę, po czym zrezygnował z funkcji magistra nowicjatu.

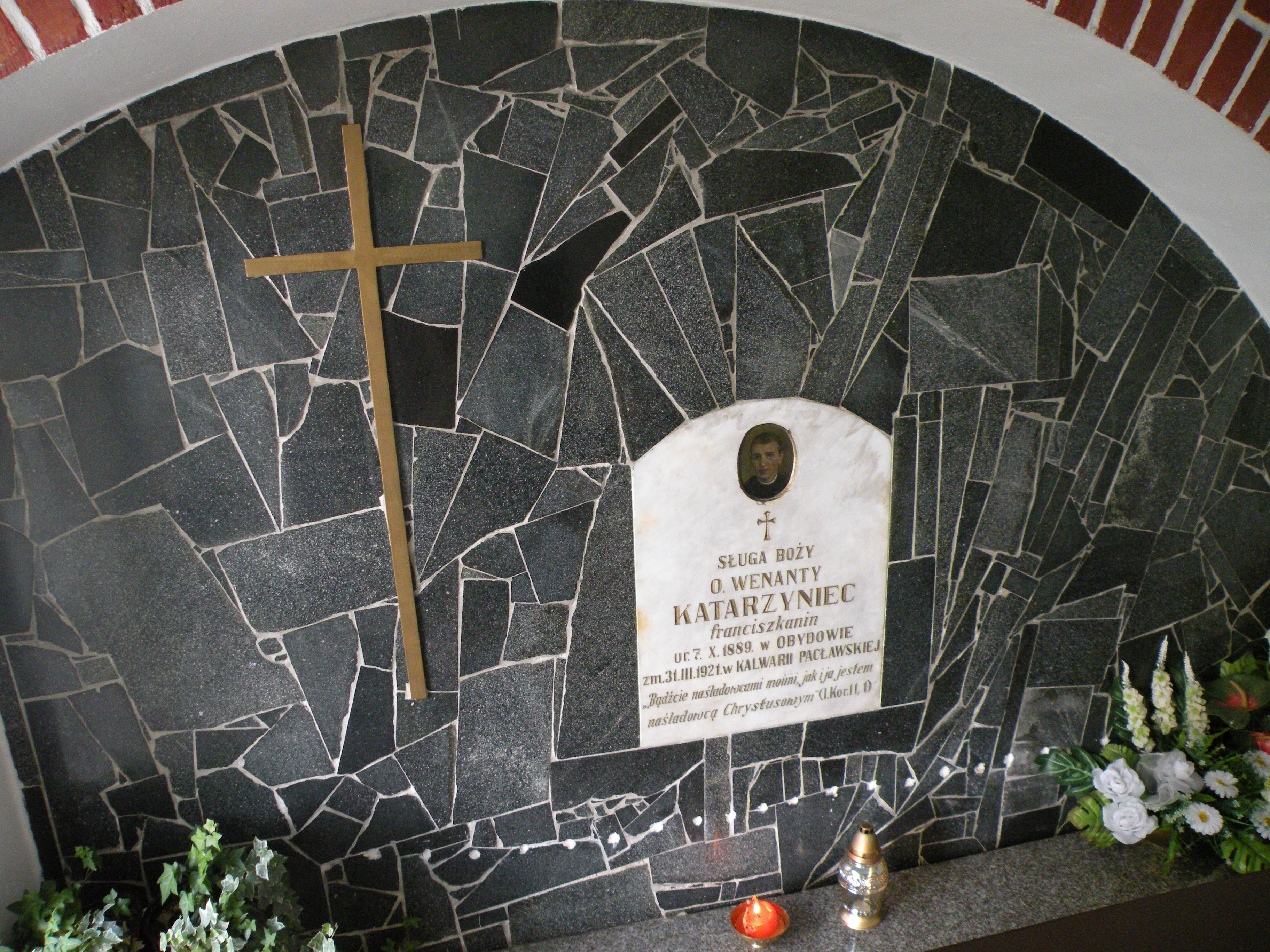
Grób o. Wenantego Katarzyńca w Kalwarii Pacławskiej

Zmarł wieczorem 31 marca 1921 w Kalwarii Pacławskiej, gdzie go wcześniej przeniesiono w 1920. Pierwotnie został pochowany 2 kwietnia na miejscowym cmentarzu. 16 sierpnia 1950 został ekshumowany, a jego ciało przeniesiono do podcienia kościoła Znalezienia Krzyża Świętego w Kalwarii Pacławskiej. W inskrypcji tablicy nagrobnej umieszczono cytat (1Kor 11,1):

Bądźcie naśladowcami moimi, tak jak ja jestem naśladowcą Chrystusa.

W pierwszym numerze miesięcznika „Rycerz Niepokalanej” ze stycznia 1922 o. Maksymilian Maria Kolbe ogłosił o. Wenantego patronem tego czasopisma.
24 marca 2018 dokonano ponownego rozpoznania jego szczątków, które przełożono do nowej trumny i złożono uroczyście do nowego marmurowego grobowca w kościele w Kalwarii Pacławskiej.

## Publikacje

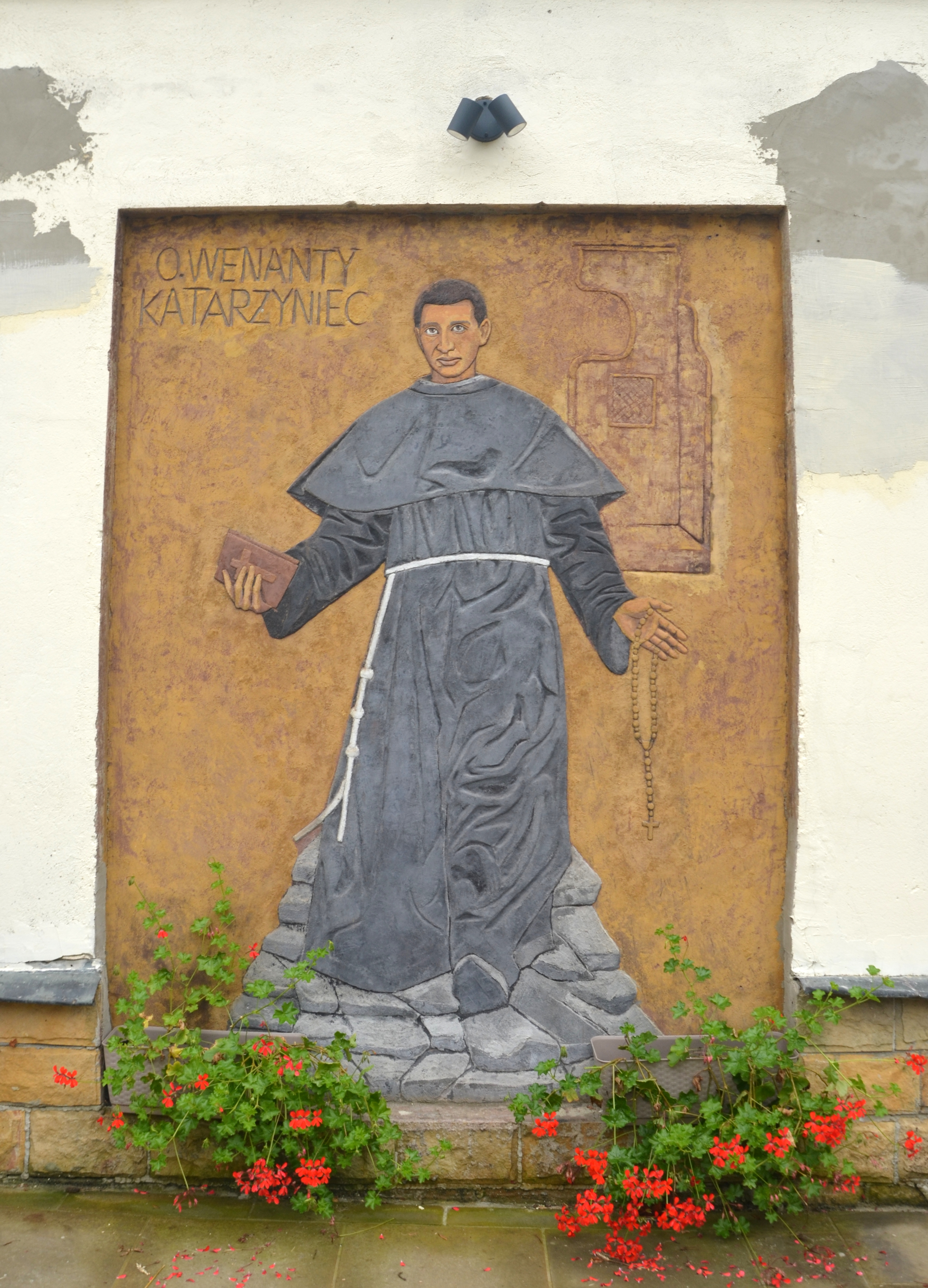
Upamiętnienie o. Wenantego Katarzyńca w Kalwarii Pacławskiej

Po jego śmierci zebrano jego pisma, na których oparto parę pozycji książkowych, które opracowali różni wydawcy. Ponadto inni autorzy (np. Tomasz Terlikowski czy o. Edward Staniukiewicz) wydali inne pozycje o jego życiu. Zachowało się również m.in. jego dziewięć listów pisanych do o. Maksymiliana Marii Kolbego .
- Wenanty Katarzyniec, Małgorzata Pabis, Myśli na każdy dzień, Wydawnictwo AZ, 2011, ISBN 978-83-933301-0-2, OCLC 802143544. Brak numerów stron w książce
- Józef Wenanty Katarzyniec, Dariusz Sowa, Edward Staniukiewicz, Nowenna za wstawiennictwem sługi Bożego o. Wenantego Katarzyńca, franciszkanina: w oparciu o fragmenty jego pism, Kraków: Wydawnictwo Franciszkanów „Bratni Zew”, 2018, ISBN 978-83-7485-308-8, OCLC 1051284131. Brak numerów stron w książce
- Józef Wenanty Katarzyniec, Małgorzata Pabis, 365 dni ze sługą Bożym, Kraków: Wydawnictwo Franciszkanów „Bratni Zew”, 2018, ISBN 978-83-7485-316-3, OCLC 1050843385. Brak numerów stron w książce
- Wenanty Katarzyniec, Krzysztof Nowakowski, Nowenna ze skutecznym orędownikiem w trudnościach, Kraków: Wydawnictwo eSPe, 2019, ISBN 978-83-7482-965-6, OCLC 1111762564. Brak numerów stron w książce
- Wenanty Katarzyniec, Tomasz Terlikowski, W szkole Maryi. Różaniec z Wenantym Katarzyńcem, wyd. 1, Kraków: Wydawnictwo Esprit, 2019, ISBN 978-83-66407-01-5, OCLC 1150560684. Brak numerów stron w książce
- Wenanty Katarzyniec, Edward Staniukiewicz, Listy, Kraków: Wydawnictwo Franciszkanów „Bratni Zew”, 2020, ISBN 978-83-7485-365-1, OCLC 1292729887. Brak numerów stron w książce
- Wenanty Katarzyniec, Marta Chamów, Krzysztof Kościelniak, Kazania i szkice kazań, Kraków: Wydawnictwo Franciszkanów „Bratni Zew”, 2022 (Pisma / Wenanty Katarzyniec franciszkanin, t. 1), ISBN 978-83-7485-422-1, OCLC 1334896958. Brak numerów stron w książce
- Wenanty Katarzyniec, Marta Chamów, Konferencje duchowe i odczyty, Kraków: Wydawnictwo Franciszkanów „Bratni Zew”, 2022 (Pisma / Wenanty Katarzyniec franciszkanin, t. 2), ISBN 978-83-7485-423-8, OCLC 1334895989. Brak numerów stron w książce
- Wenanty Katarzyniec, Marta Chamów, Notatki, listy i artykuły drukowane w czasopismach, Kraków: Wydawnictwo Franciszkanów „Bratni Zew”, 2022 (Pisma / Wenanty Katarzyniec franciszkanin, t. 3), ISBN 978-83-7485-424-5, OCLC 1334895562. Brak numerów stron w książce
- Wenanty Katarzyniec, Edward Staniukiewicz, Małgorzata Wilgucka, Droga krzyżowa z o. Wenantym Katarzyńcem. Krzyż drogą do nieba, Kalwaria Pacławska: Wydawnictwo Drukarnia Kokociński Sp. z o.o., 2024, ISBN 978-83-67783-06-4, OCLC 1422213538. Brak numerów stron w książce

## Proces beatyfikacji
Franciszkanie przekonani o jego świątobliwym życiu podjęli próbę wyniesienia go na ołtarze, którą proponował wcześniej m.in. św. Maksymilian Maria Kolbe, który go osobiście znał. Etap diecezjalny procesu beatyfikacyjnego odbywał się w Przemyślu w okresie od 27 czerwca 1950 do 30 kwietnia 1951, po czym 26 marca 2013 kongres konsultorów teologicznych przebadał tzw. Positio, które zostało ukończone 2 stycznia 1996, a następnie przesłane do Kongregacji Spraw Kanonizacyjnych do Rzymu.
5 kwietnia 2016 pozytywną opinię po zapoznaniu się z aktami procesowymi wyrazili kardynałowie i biskupi, po czym 26 kwietnia 2016 papież Franciszek wyraził zgodę na publikację dekretu o heroiczności cnót Sługi Bożego Wenantego Katarzyńca podczas spotkania z prefektem Kongregacji ds. Kanonizacyjnych, w obecności postulatora generalnego o. Angela Paleriego. Odtąd przysługuje mu tytuł Czcigodnego Sługi Bożego. Od lipca 2016 postulatorem generalnym procesu jest o. Damian-Gheorghe Pătraşcu OFMConv, a wicepostulatorem o. Paweł Solecki OFMConv.